# Тршћанска криза
Тршћанска криза је појам који се односи на вишегодишњи сукоб Италије и Југославије око територије Трста, Горице и Истре у годинама после Другог светског рата.

## Пре Другог светског рата
Током већег дела средњег вијека (од X века до XVI) Трст је био под влашћу Свето римског-немачког царства. Од XVI до краја XVIII вијека око Трста се споре Хабзбуршко царство и Млетачка република. Хабзбурзи су са контролом Трста и Истре желели да обезбеде излаз на море што је било против интереса Венеције али и Османског царства. Почетком XIX вијека Млетачку републику и Трст са околином заузима Наполеон I Бонапарта. Након његовог слома и Бечког конгреса 1815. године Трст припада Аустријском царству све до краја Првог светског рата 1918. године.
На основу пописа из 1911. већину становништва у Трсту су чинили Италијани.
Словени су чинили 12% градског језгра, 48% у предграђима Трста и чак 90% у околним местима (процена на основу говорног језика).
Након Првог светског рата Трст је присаједињен Краљевини Италији.
Доста словеначког становништва је емигрирало у Краљевину СХС, али са друге стране доста италијанског становништва је емигрирало из Далмације у Трст.
Након појаве фашизма у Италији, крајем 1920-их почео је да се јавља југословенски иридентизам у Трсту.

## Други светски рат
Након окупације Југославије 1941. године, рат је био близу Трста.
Почеле су да се јављају прве јединице југословенских партизана у околини Трста.
Јединице су се појавиле у самом граду тек од 1943. године и када су немачки фашисти окупирали Трст након савезничке кампање на Италију.
У самој завршници рата, 30. априла 1945. године око 3500 италијанских добровољаца је покренуло протесте и уличне борбе у Трсту.
Следећег дана, 1. маја 1945. тенкови Осме далматинске бригаде у саставу Четврте југословенске армије, под командом Петра Драпшина је ушла у Трст.
Ипак, Немци су одбили да се предају Југословенима. То су урадили тек следећег дана када су британске трупе дошле до Трста.
Ипак, контрола над градом је одмах предата Југословенској армији.
Тако је отворена Тршћанска криза.

## Након Другог светског рата
Маршал Тито није хтео да попусти у вези Трста.
Он је подсетио Британце да питање Трста није само војно, него и политичко питање, јер је у питању област која је Југославији била неправедно одузета још након Првог светског рата.
Британски војни фактори су после разговора са Титом ствар препустили савезничким владама.
Југословенска армија је имала пуну контролу над градом све до 12. јуна 1945. и тај период је познат као "40 дана Трста".
Премијер Велике Британије Винстон Черчил је вршио притисак на америчког председника Трумана да се заједно супротставе југословенским трупама.
За њих је питање Трста било поистовећено са продором комунизма ка Италији и Западу.
Ревизија граничних линија између Италије и Југославије је превазилазила билатерални спор те две државе и представљала је један од почетака Хладног рата.
Совјетској влади није одговарало да подржавањем југословенских интереса погорша односе са САД и Великом Британијом.
Након договора Тита и британског фелдмаршала Харолда Александера, у Београду су 9. јуна 1945. Иван Шубашић, Ричард Патерсон и Ралф Стивенсон (амбасадори САД и Велике Британије) потписали споразум три владе о успостављању привремене управе, по ком се спорно подручје стављало под заповедништво и надзор савезничког врховног команданта.
Југословенске трупе на том простору су ограничене на 2000 војника.
И поред постигнутог компромиса, питање Трста је оптерећивало односе Југославије и западних савезника и дуги низ година је остало извор неспоразума и жариште латентне кризе.
На југословенским северозападним границама владало је опсадно стање.
Честа су биле кошкања између југословенских и јединица пољске емигрантске армије генерала Владислава Андерса (у саставу британске армије).
Од фебруара до августа 1946. англо-америчка авијација је нарушавала ваздушни простор Југославије, што је у августу довело до обарања једног и присилног спуштања другог америчког авиона на југословенску територију.
Истовремено са тим, односе је додатно погоршавао и притисак са Запада око суђења Дражи Михаиловићу и Алојзију Степинцу.
Такво стање је потрајало до 1947. године када је потписан мировни уговор у Паризу и формирана Слободна Територија Трста.

## Слободна Територија Трста
Слободна територија Трста основана је 10. фебруара 1947. године, након потписивања мировног уговора у Паризу, како би се решио проблем овог, тада вишеетничког и вишејезичног подручја.
Главна намена била је смањивање територијалних својатања овог стратешки врло важног подручја за трговину са централном Европом.
Уочи Мировне конференције у Паризу, одржана су и два Савета министара спољних послова великих сила (САД, СССР, Велика Британија, Француска, Кина).
На првом, одржаном 18. септембра 1945, југословенска делегација је изнела предлог статуса Трста као федералне јединице ДФЈ уз статус слободне луке.
Италијански предлог је предвиђао интернационализацију града и аутономију Ријеке.
Ниједан предлог није прихваћен.
Друго заседање Савета министара великих сила одржано је од јуна до јула 1946.
На њему су одбијени предлози о интернационализацији Трста и кондоминију (двојној управи над градом).
Париској мировној конференцији поднето је пет пројеката за решавање тршћанског питања – совјетски, британски, француски, амерички и југословенски.
Југословенски нацрт је предвиђао независност слободног града Трста, који би се са Југославијом имао заједничке службе представљања у иностранству, монетарни систем, царине, железницу, поштанске везе итд.
Усвојено је решење о формирању Слободне Територије Трста која је званично била под контролом Уједињених нација.
Слободна територија Трста састојала се од града Трста, те обалног појаса који се данас налази у Италији (зона А) и једног дела Истарског полуострва (зона Б), данас подељеног између Словеније и Хрватске.
Подручје државе протезало се на 738 km² око Тршћанског залива од Дуина на северу, до Новиграда на југу.
У Слободној територији Трста живело је око 330.000 становника.
Ова територија никад није de facto функционисала као самостална држава, иако је de iure то била, те је издавала властити новац и поштанске марке.
Зона А је била под заједничком командом Америчке и Британске војске.
Зона Б је била под командом Југословенске народне армије (ЈНА).

## Лондонски споразум
Користећи захлађење односа Југославије и Совјетског Савеза, 20. марта 1948. године, трипартитне силе Француска, Велика Британија и САД су издале су ноту којом се захтева враћање Слободне територије Трста под контролу Италије.
Након дефинитивног разлаза Тита и Стаљина и избацивања Југославије из Информбироа, овај захтев је одложен до 1954. године.
Дана 5. октобра 1954. године, у Лондону, потписан је Лондонски споразум (меморандум) којим је Слободна територија Трста престала да постоји.
Зона А је прикључена Италији, а зона Б Југославији.
Коначна граница између Италије и Југославије је договорена 1975. године, Осимским споразумима (или Осимским споразумом), који је потписан 10. новембра у италијанском месту Осимо.
Зона А одговара данашњој италијанској покрајини Трст, а зона Б је подељена између приморске Словеније и Истарске жупаније.
Италијанско министарство спољних послова није било директно укључено у преговоре, а споразум је с италијанске стране потписао Еугенио Карбоне, тадашњи генерални директор Министарства индустрије и трговине.
Југословенски потписник био је Милош Минић, тадашњи министар спољних послова.
Након распада Југославије, обавезе из Осимског споразума преузеле су Словенија и Хрватска.